# Victorio Cieslinskas
Víctor Cieslinskas Zinevicaite (Lituânia, 27 de outubro de 1922 - Montevidéu, 19 de junho de 2007) foi um basquetebolista uruguaio que integrou a Seleção Uruguaia na conquista da Medalha de Bronze disputada nos XV Jogos Olímpicos de Verão em 1952 realizados em Helsínquia na Finlândia.